# Honda P7
Honda P7 та Honda S7 – це електричні компактні кросовери, що виробляються компанією Honda через відповідні спільні підприємства GAC Honda та Dongfeng Honda. 
Обидва автомобілі продаються виключно у Китаї. Це перші представники серії автомобілів Honda Ye.

## Історія

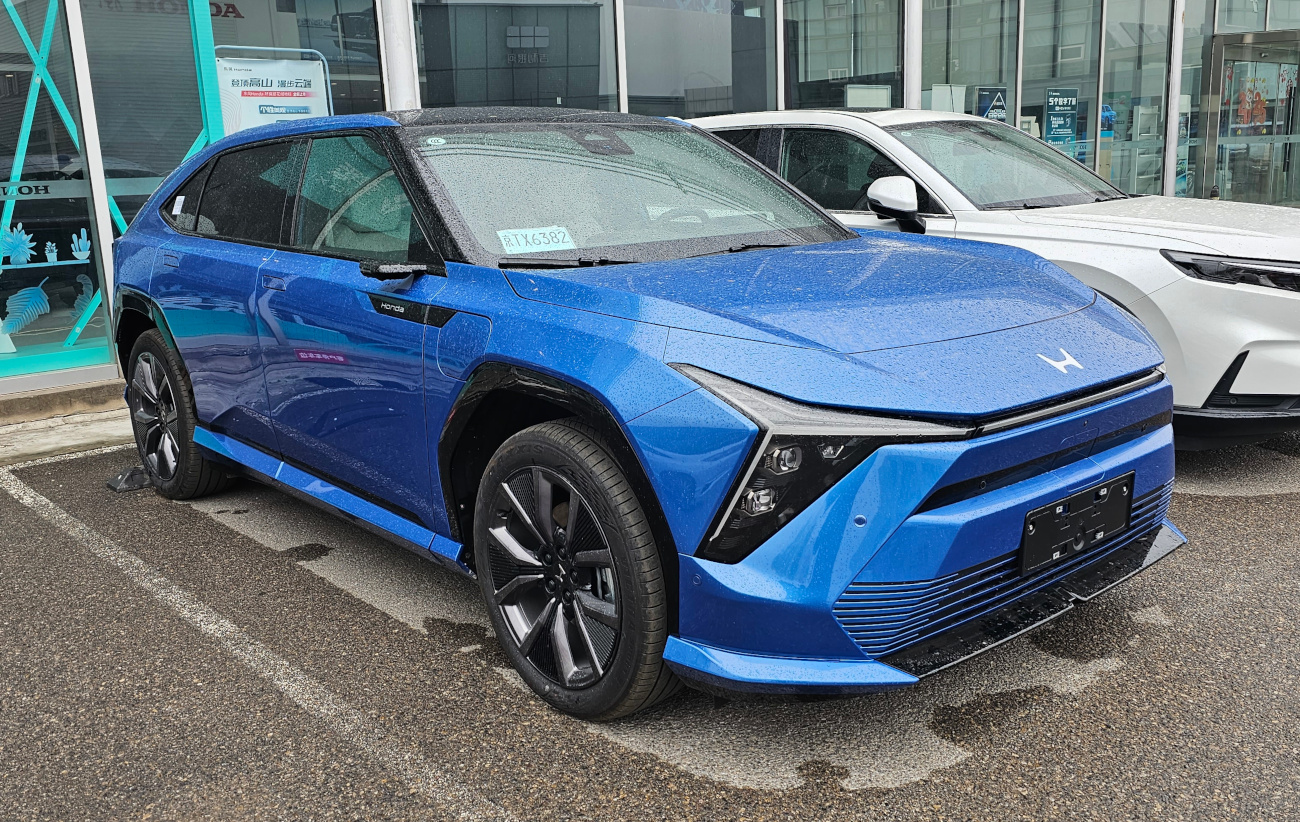
Honda S7

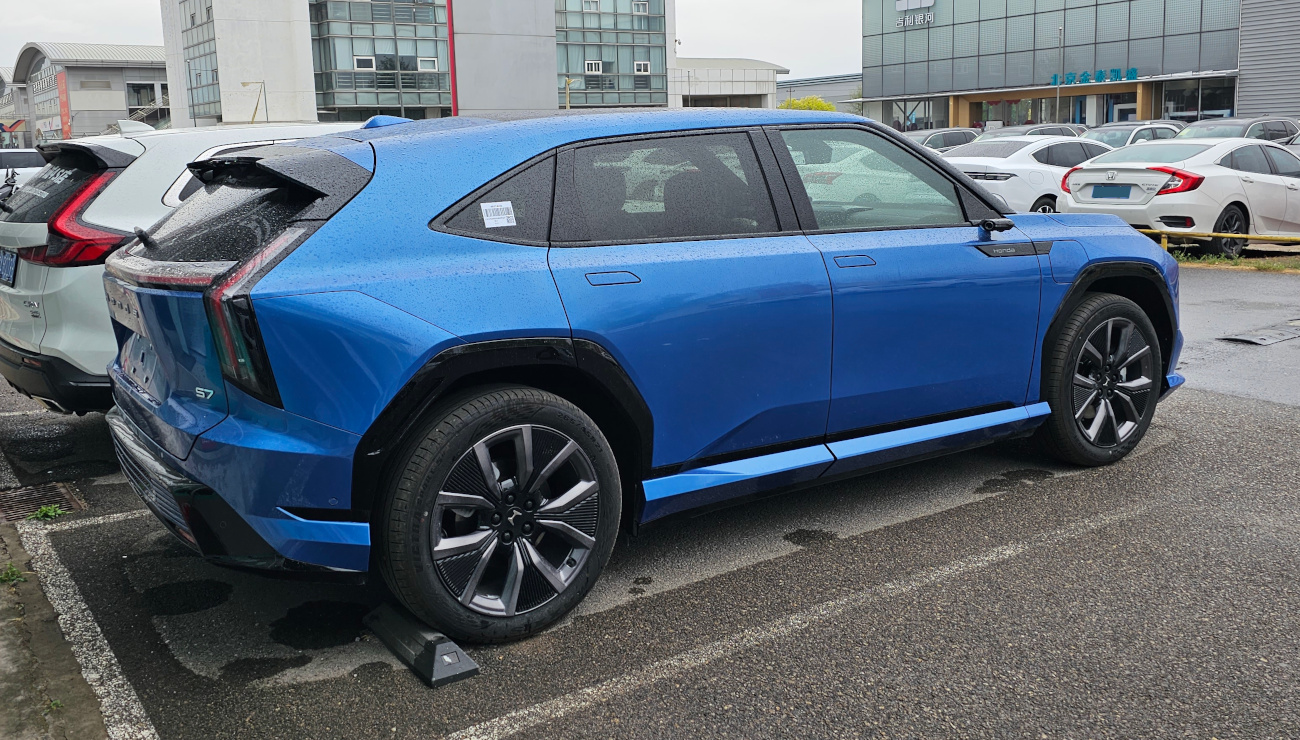
Honda S7

На виставці Auto China у квітні 2024 року японський виробник Honda представляє свою нову лінійку BEV та суббренд Ye, моделі якого будуть вироблятися та продаватися у Китаї з 2024 року. Перші дві моделі серії Ye – P7 та S7, обидві будуть вироблятися спільними підприємствами Honda – GAC Honda та Dongfeng Honda.

## Технічні характеристики
P7 та S7 оснащені великим вертикальним центральним екраном керування та РК-панеллю приладів, при цьому виробник вирішив зберегти фізичні кнопки. Обидва автомобілі також оснащені панорамним люком на даху з світлопропусканням, що регулюється. Сидіння обох кросоверів оснащені вбудованими динаміками BOSE у підголівниках, а в розважальній системі є розумний голосовий помічник. Крім того, P7 і S7 оснащені потужною трансмісією, акумулятором високої ємності та високої щільності, повним приводом, передньою підвіскою на поперечних важелях та п'ятиважільною задньою підвіскою.